# Mohammed Haszan
Mohammed Haszan Músza, arabul: مُحَمَّد حَسَن مُوسَى (1905. február 5. – 1973. február 16.) válogatott egyiptomi labdarúgócsatár, olimpikon.

## Pályafutása
1926 és 1937 között az Al Masri labdarúgója volt.
Tagja volt az 1928-as amszterdami olimpián részt vevő válogatott csapatnak, de mérkőzésen nem szerepelt. Az egyiptomi válogatott tagjaként részt vett az 1934-es olaszországi világbajnokságon.

## Sikerei, díjai
- Huszajn szultán-kupa
  - győztes (3): 1933, 1934, 1937[3]